# 미다이도코로
미다이도코로(일본어: 御台所)란 일본의 조정 대신이나 쇼군의 정실부인을 일컫는 말이다. 에도시대에 와서는 주로 에도 막부 쇼군의 정실 호칭으로서 사용되고 있었다. 여기에서는 도쿠가와 막부의 미다이도코로에 한해서 설명한다.

## 미다이도코로의 입장
미다이도코로는 오오쿠의 여성 중에서는 말하자면 최고에 해당되는 인물이다.  막부에 출가하는 미다이도코로는 황실, 미야케(방계황족), 구게(셋케) 출신인 것이 관례였다. 11대 쇼군 도쿠가와 이에나리 정실 고노에 타다코와 13대 도쿠가와 이에사다 정실 고노에 도쿠코가 예외였지만, 이들 역시 혼인하기 전 고노에 가문의 양녀가 되어 구게의 딸 신분으로 쇼군의 아내가 되었다. 이것은, 장군 정실로서의 격식이 요구되었기 때문이라고 생각된다.
형식상으로는 미다이도코로가 윗전이었지만 실권은 대체로 오오쿠 총책임자나 후계자를 낳은 측실, 장군의 생모에게 있었다. 그 사실은 오오쿠 바깥에도 널리 알려져 있었기 때문에 종종 “막부의 장식”이라고까지 불리고 있었다. 또 경우에 따라 오오쿠에 들어가지 않아 미다이도코로라고 불리지 않던 정실부인도 있다. (예: 도쿠가와 요시노부의 부인인 이치죠 미카코)

## 오오쿠에서의 생활
미다이도코로가 사는 곳은 오오쿠의 고텐무키(御殿向き) 안에서도 북동에 해당하는 “신고덴”(新御殿)이라고 불리는 장소였다.  일상생활에서 손을 움직이는 일은 식사할 때 정도로 그 외의 일―손톱 깎기, 사람을 부르는 일 등―에서는 모두 시녀들이 대신해 주었다. 1회의 식사를 위해서 언제나 열 명 앞에 음식이 준비되어, 그 중 두 명이 독을 검사하는 임무를 맡았다. 독 검사를 통과한 음식 중에서 미다이도코로가 실제로 먹는 것은 2인분 정도(어느 요리에도 2젓가락 밖에 손을 대지 않고, 1인분 정도를 더 먹을 수 있었다.)이며, 나머지의 여섯 명 분량은 식사 당번인 시녀가 먹었다.
교토의 황실이나 미야케가 무가(武家)인 막부(幕府)와 화합하는 형식으로 쇼군과 미다이도코로의 혼인이 이루어졌으나 실질적으로 부부 사이에서 후계자나 다른 아이가 태어나는 경우는 매우 드물었다. 때문에 실권은 후계자의 생모인 측실이 쥐고 있는 경우가 많았다. 오오쿠 내에서 황실이나 미야케가 도쿠가와 가문에 강한 영향력을 끼치는 것을 두려워했기 때문에 미다이도코로가 아이를 갖게 하지 못하도록 여러 가지 방책을 썼다고도 한다.

## 역대 미다이 도코로

### 무로마치 막부
- 쇼군의 생모는 굵은 글씨로 표시.

| 대수   | 부군             | 이름(성씨)                            | 원호               | 재임기간        | 생부                                  | 비고 |
| ------ | ---------------- | ------------------------------------- | ------------------ | --------------- | ------------------------------------- | ---- |
| 제1대  | 다카우지(尊氏)   | 아카하시 도시(赤橋登子)               | 도신인(登眞院)     | 1338년 ~ 1358년 | 호조 히사토키(北条久時)               |      |
| 제2대  | 요시아키라(義詮) | 시부카와 고시(澁川幸子)               | 교겐인(香巖院)     | 1359년 ~ 1367년 | 시부카와 요시스에(渋川義季)           |      |
| 제3대  | 요시미쓰(義滿)   | 히노 나리코(日野業子)                 | 조신인(定心院)     | 1375년 ~ 1395년 | 히노 도키미쓰(日野時光)               |      |
| 제3대  | 요시미쓰(義滿)   | 히노 야스코(日野康子)                 | 키타야마인(北山院) | 1394년 ~ 1395년 | 히노 스게야스(日野資康)               |      |
| 제4대  | 요시모치(義持)   | 히노 에이시(日野榮子)                 | 지쥬인(慈受院)     | ? ~ 1423년      | 히노 스게야스(日野資康)               |      |
| 제6대  | 요시노리(義敎)   | 히노 무네코(日野宗子)                 | 칸지인(觀智院)     | 1429년 ~ 1441년 | 히노 시게미쓰(日野重光)               |      |
| 제6대  | 요시노리(義敎)   | 오기마치산조 다다코 (正親町三條 尹子) | 즈이슌인(瑞春院)   | 1431년 ~ 1441년 | 오기마치산조 긴마사 (正親町三条 公雅) |      |
| 제8대  | 요시마사(義政)   | 히노 도미코(日野富子)                 | 묘젠인(妙善院)     | 1455년 ~ 1474년 | 히노 시게마사(日野重政)               |      |
| 제9대  | 요시히사(義尙)   | 히노 씨(日野氏)                       | 쇼운인(祥雲院)     |                 | 히노 가쓰미쓰(日野勝光)               |      |
| 제10대 | 요시타네(義稙)   | 호소카와 씨(細川氏)                   | 세이운인(清雲院)   |                 | 호소카와 시게유키(細川成之)           |      |
| 제11대 | 요시즈미(義澄)   | 히노 아코(日野阿子)                   | 온요인(安養院)     |                 | 히노 나가토시(日野永俊)               |      |
| 제11대 | 요시즈미(義澄)   | 부에이 씨(武衛氏)                     |                    |                 | 록카쿠 다카요리(六角高賴)             |      |
| 제12대 | 요시하루(義晴)   | 고노에 씨(近衛氏)                     | 게이쥬인(慶壽院)   | 1534년 ~ 1547년 | 고노에 히사미치(近衛尚通)             |      |
| 제13대 | 요시테루(義輝)   | 고노에 씨(近衛氏)                     |                    |                 | 고노에 다네이치(近衛稙家)             |      |

### 에도막부
- 쇼군의 생모는 굵은 글씨로 표시.

| 대수   | 부군           | 이름(칭호)                  | 원호                     | 재임기간        | 친부모                                                        | 비고                                       |
| ------ | -------------- | --------------------------- | ------------------------ | --------------- | ------------------------------------------------------------- | ------------------------------------------ |
| 제1대  | 이에야스(家康) | 쓰키야마도노(築山殿)        | 세이치인(淸池院)         | -               | 부 : 세키구치 지카나가(関口親永) 모 : 이마가와 씨(今川氏)     | 막부 성립 이전에 서거함.                   |
| 제1대  | 이에야스(家康) | 아사히히메(朝日姬)          | 난메이인(南明院)         | -               | 부 : 지쿠아미(竹阿弥) 모 : 오만도코로(大政所)                 | 막부 성립 이전에 서거함.                   |
| 제2대  | 히데타다(秀忠) | 오히메(小姬)                | 간토인(甘棠院)           | -               | 부 : 오다 노부카쓰(織田 信雄) 모 : 지요 고젠(千代御前)        | 막부 성립 이전에 서거함.                   |
| 제2대  | 히데타다(秀忠) | 후지와라 사토코(藤原達子)   | 스겐인(崇源院)           | 1605년 ~ 1626년 | 부 : 아자이 나가마사(浅井長政) 모 : 오이치노가타(お市の方)    |                                            |
| 제3대  | 이에미쓰(家光) | 다카쓰카사 다카코(鷹司孝子) | 혼리인(本理院)           | 1625년 ~ 1651년 | 부 : 다카쓰카사 노부후사(鷹司信房) 모 : 삿사 데루코(佐々輝子) |                                            |
| 제4대  | 이에쓰나(家綱) | 아키코 여왕(顯子女王)       | 고겐인(高巖院)           | 1659년 ~ 1676년 | 부 : 사다키요 친왕(貞清親王) 모 : (미상)                      |                                            |
| 제5대  | 쓰나요시(綱吉) | 다카쓰카사 노부코(鷹司信子) | 조코인(淨光院)           | 1680년 ~ 1709년 | 부 : 다카쓰카사 노리히라(鷹司教平) 모 : 레이제이씨(冷泉氏)    |                                            |
| 제6대  | 이에노부(家宣) | 고노에 히로코(近衛熙子)     | 덴에이인(天英院)         | 1709년 ~ 1712년 | 부 : 고노에 모토히로(近衛基熙) 모 : 쓰네코 내친왕(常子内親王) |                                            |
| 제7대  | 이에쓰구(家繼) | 요시코 내친왕(吉子內親王)   | 조린인노미야(淨琳院宮)   | 1716년?         | 부 : 레이겐 천황(靈元天皇) 모 : 마쓰무로 아쓰코(松室敦子)     | 미다이 도코로로 칭하기 전에 쇼군이 서거함. |
| 제8대  | 요시무네(吉宗) | 마사코 여왕(理子女王)       | 간토쿠인(寬德院)         | -               | 부 : 사다유키 친왕(貞致親王) 모 : (미상)                      | 쇼군 즉위 전에 서거함.                     |
| 제9대  | 이에시게(家重) | 마스코 여왕(増子女王)       | 쇼메이인(證明院)         | -               | 부 : 구니나가 친왕(邦永親王) 모 : (미상)                      | 쇼군 즉위 전에 서거함.                     |
| 제10대 | 이에하루(家治) | 도모코 여왕(倫子女王)       | 신칸인(心觀院)           | 1760년 ~ 1771년 | 부 : 나오히토 친왕(直仁親王) 모 : (미상)                      |                                            |
| 제11대 | 이에나리(家齊) | 고노에 다다코(近衛寔子)     | 고다이인(廣大院)         | 1787년 ~ 1837년 | 부 : 시마즈 시게히데(島津重豪) 모 : 지코인(慈光院)            |                                            |
| 제12대 | 이에요시(家慶) | 다카코 여왕(喬子女王)       | 조칸인(淨觀院)           | 1837년 ~ 1840년 | 부 : 오리히토 친왕(織仁親王) 모 : 다카기 아쓰코(高木敦子)     |                                            |
| 제13대 | 이에사다(家定) | 다카쓰카사 아쓰코(鷹司任子) | 덴신인(天親院)           | -               | 부 : 다카쓰카사 마사히로(鷹司政煕) 모 : (미상)                | 쇼군 즉위 전에 서거함.                     |
| 제13대 | 이에사다(家定) | 이치조 히데코(一條秀子)     | 쥬신인(澄心院)           | -               | 부 : 이치조 다다요시(一条忠良) 모 : (미상)                    | 쇼군 즉위 전에 서거함.                     |
| 제13대 | 이에사다(家定) | 고노에 스미코(近衛敬子)     | 덴쇼인(天璋院)           | 1856년 ~ 1858년 | 부 : 시마즈 다다타케(島津忠剛) 모 : 오유키(お幸)              |                                            |
| 제14대 | 이에모치(家茂) | 지카코 내친왕(親子內親王)   | 세이칸인노미야(靜寬院宮) | 1862년 ~ 1866년 | 부 : 닌코 천황(仁孝天皇) 모 : 하시모토 쓰네코(橋本経子)       |                                            |
| 제15대 | 요시노부(慶喜) | 이치조 미카코(一條美賀子)   | 데이슈쿠인(貞肅院)       | 1867년 ~ 1868년 | 부 : 이마데가와 킨히사(今出川 公久) 모 : (미상)               |                                            |

## 같이 보기
- 오오쿠
- 아시카가 쇼군가 미다이도코로
- 도쿠가와 쇼군가 미다이도코로